# Jan Greim
Jan Wiktor Greim (ur. 6 czerwca 1860, zm. 5 grudnia (17 grudnia) 1886 w Kamieńcu Podolskim) – polski malarz.

## Życiorys
Syn Michała Greima. Jan od dzieciństwa interesował się muzyką ucząc się grać na skrzypcach i rysunkiem. Dzięki pomocy Tytusa Maleszewskiego, który podczas wizyty w Kamieńcu Podolskim zauważył jego talent ojciec wysłał syna na studia do Akademii Sztuk Pięknych w Petersburgu. Pomysł kształcenia Jana wspierali tamtejsi lekarze Józef Rolle i Kazimierz Przyborowski. Jan przez rok studiował jako wolny student, a po zdaniu niezbędnych egzaminów został przyjęty do Akademii. Już w 1879 otrzymał srebrny medal za serię rysunków poświęconych rodzinnemu Kamieńcowi Podolskiemu, a konkursowy obraz Dedal i Ikar został nagrodzony złotym medalem. W kolejnych latach za swoje prace otrzymał około dziesięciu srebrnych medali przyznawanych przez Akademię Sztuk Pięknych w Petersburgu. Niestety z powodu gruźlicy musiał w 1882 roku przerwać studia. Wyjechał leczyć się za granicę. W 1883 roku podjął studia w monachijskiej Akademii Sztuk Pięknych pod kierunkiem Sándora Wagnera. W 1884 roku Greim wrócił do Petersburga. W listopadzie otrzymał wielki medal srebrny. W tym roku powstały jego prace Mojżesz, Pierścień Atamana i Dwóch jeźdźców w bitwie. 4 listopada 1885 otrzymał mały złoty medal za pracę Dedal i Ikar. Chciał zdobyć duży złoty medal, która zapewniał sześcioletnie stypendium na staż w Rzymie. W lutym 1886 roku Jan powrócił do Kamieńca Podolskiego. Tutaj spędził ostatnie dni swojego życia. Artysta zmarł 17 grudnia 1886 roku, mając zaledwie 26 lat. W pogrzebie wzięła udział „cała polska inteligencja", śpiewał chór amatorski, trumnę nieśli szkolni koledzy, a za nią na poduszkach młodzież niosła zdobyte medale. 

## Spuścizna
Po jego śmierci zachowało się około 200 jego dzieł. Ojciec Jana, Michał Graham, zorganizował we własnym domu muzeum, w którym eksponowano prace jego syna, ale los tych obrazów jest nieznany. Niektóre źródła podają, że duża kolekcja dzieł Jana Grahama (obrazy, liczne portrety, akwarele, rysunki ołówkiem) jest przechowywana w Muzeum Narodowym w Krakowie, ale kwerenda przeprowadzona przez ukraińską badaczkę Nataliję Ursu wykazała, że w zbiorach odnaleziono tylko rysunek ołówkiem Iwan Groźny (1880) o rozmiarze 32,5 x 47,5 cm. Podarował go muzeum Karol Rolle.  W Państwowym Muzeum Historycznym w Kamieńcu Podolskim zachowało się 8 jego rysunków. We Lwowskiej Galerii Sztuki zachowały się dwa obrazy olejne i dwie akwarele oraz album z rysunkami z 1884 roku, 5 rysunków z dzieciństwa i zestaw 38 rysunków z lat 1872-1885 (z autoportretem z 1881 roku). Kilka jego prac było reprodukowanych w czasopiśmie Kłosy.
W Gabinecie Archeologicznym UJ  znajduje się kilka odbitek albuminowych obrazów takich jak: Dedal i Ikar, Iwan Groźny po zamordowaniu swojego błazna, Południowy zachód. Piotr uzdrawiający niewidomego, Pejzaż leśny, Jeździec i Śmierć syna Preksaspesa na uczcie Kambyzesa podarowanych w 1906 roku przez Aleksandra Jelskiego, a wykonanych przez Michała Greima. 